# BoA
Kwon Bo-ah (en hangul, 권보아; en hanja, 權珤雅; Guri, Provincia de Gyeonggi, 5 de noviembre de 1986), conocida por su nombre artístico BoA, acrónimo de Beat of Angel es una cantante, actriz, compositora y bailarina surcoreana. BoA ha sido reconocida como una de las artistas coreanas más exitosas e influyentes a lo largo de su carrera. 
Fue descubierta por SM Entertainment cuando acompañó a uno de sus hermanos a una audición en 1998 para luego convertirse en aprendiz por dos años. Desde su debut en agosto de 2000, BoA ha lanzado diecinueve álbumes de estudio, incluidos diez en coreano, diez en japonés y uno en inglés. En televisión, apareció como jueza en el programa K-pop Star (2011-2013), como actriz en el drama televisivo Listen to Love (2016), como presentadora de la segunda temporada de Produce 101 (2017), y como entrenadora de la tercera temporada de The Voice of Korea (2020).
Las habilidades multilingües de BoA han contribuido a su éxito comercial en Asia fuera de Corea del Sur, como China, Japón, Singapur y Taiwán. Con el lanzamiento de su primer álbum de estudio japonés, Listen to My Heart (2002), BoA se convirtió en la primera estrella de K-pop en abrirse paso en Japón tras la caída de las barreras que habían restringido la importación y exportación de entretenimiento entre los países desde el final de la Segunda Guerra Mundial. Es la única artista extranjera que tiene tres álbumes que vendieron más de un millón de copias en Japón y es una de las tres únicas artistas que tiene seis álbumes de estudio consecutivos número uno en las listas de Oricon desde su debut, las otras son Ayumi Hamasaki y Utada Hikaru.

## Carrera

### 2000-2003: Debut y expansión por Japón
A los once años, BoA acompañó a uno de sus hermanos a realizar una audición para SM Entertainment. Aunque su hermano fue quien audicionó como bailarín de break dance, los cazatalentos de SM se interesaron en ella y le ofrecieron un contrato la misma noche de las audiciones. Sus padres inicialmente se opusieron a la noción de que BoA dejara la escuela para ingresar al mundo del entretenimiento, pero finalmente aceptaron debido a la persuasión de sus hermanos mayores. Ha dicho que su primera influencia como cantante fue el músico Seo Taiji.
BoA se sometió a dos años de entrenamiento —que incluyó lecciones de voz, baile, inglés y japonés— y, a la edad de trece años, lanzó su álbum debut, ID; Peace B en Corea del Sur el 25 de agosto de 2000. El álbum tuvo un éxito moderado; entró en el Top 10 de las listas de Corea del Sur y vendió alrededor de 156 000 copias. Mientras tanto, SM hizo arreglos con el sello japonés Avex Trax para debutar en Japón. Se vio obligada a dejar la escuela para prepararse y, a principios de 2001, BoA lanzó su primer miniálbum, Don't Start Now, que vendió alrededor de 90 000 copias. Después de su lanzamiento, se tomó un descanso de sus actividades en Corea para centrarse en el mercado japonés, momento en el que trabajó para solidificar sus habilidades en el idioma.
Comenzó su carrera musical japonesa cantando en el club Velfarre, propiedad de Avex. Su álbum debut japonés, Listen to My Heart, fue lanzado el 13 de marzo de 2002. El disco fue un gran avance en la carrera de BoA, vendiendo en un millón de copias y siendo certificado por la RIAJ. Además, se ubicó en el primer puesto de Oricon, siendo la primera artista coreana en lograrlo. Promocionó varios sencillos: «ID; Peace B», «Amazing Kiss», «Kimochi wa Tsutawaru», «Listen to My Heart» y «Every Heart: Minna no Kimochi». Luego de los atentados del 11 de septiembre de 2001, BoA grabó el sencillo «The Meaning of Peace» con Kumi Koda como parte del proyecto Song Nation de Avex para recaudar fondos y donarlos a la caridad. De 2001 a 2007, Kwon presentó Beat it BoA's World, un programa de radio en Japan FM Network. Después del lanzamiento de Listen to My Heart, BoA lanzó su segundo álbum de estudio coreano, No. 1, un mes después. El álbum vendió alrededor de 544 000 copias y se convirtió en el cuarto disco más vendido del año en Corea del Sur. «Jumping into the World», una reedición japonesa de Don't Start Now, y el sencillo japonés «Don't Start Now» fueron lanzados un mes después el mismo día. Al final del año, BoA lanzó su segundo miniálbum coreano Miracle.
El segundo álbum de estudio japonés de BoA, Valenti, se convirtió en su álbum más vendido, con más de 1 249 000 copias. En apoyo del álbum, BoA realizó «BoA 1st Live Tour Valenti», su primera gira japonesa. Más tarde ese año, lanzó dos álbumes coreanos, Atlantis Princess y Shine We Are!. El primero fue el quinto disco surcoreano más vendido del año con alrededor de 345 000 unidades vendidas, mientras que el último vendió alrededor de 58 000 copias.

### 2004-2008: Nueva imagen, control creativo, incursión en China y EE.UU
Su tercer álbum de estudio japonés, Love & Honesty fue un «cambio de dirección» musical. Aunque el álbum no pudo igualar a Valenti en ventas, encabezó la lista de Oricon durante dos semanas y obtuvo un disco de triple platino certificado por la RIAJ. En apoyo del álbum, BoA realizó una gira, Live Concert Tour 2004: Love & Honesty, que abarcó nueve presentaciones y atrajo a aproximadamente 105 000 fanes. Su primer álbum recopilatorio, Best of Soul, vendió más de un millón de copias, convirtiendo a BoA en la primera cantante asiática no japonesa en tener dos millones de álbumes vendidos en Japón. BoA reinventó su imagen para su cuarto y quinto álbum coreano, My Name y Girls on Top, despojándose del estilo «lindo y juvenil» que había caracterizado años anteriores y adoptó un estilo más «sensual». Las ventas de los álbumes coreanos de BoA comenzaron a declinar: My Name vendió 191 000 copias y se convirtió en el undécimo álbum surcoreano más vendido en 2004, mientras que Girls on Top ocupó el decimocuarto lugar en 2005 con 113 000 unidades vendidas. 

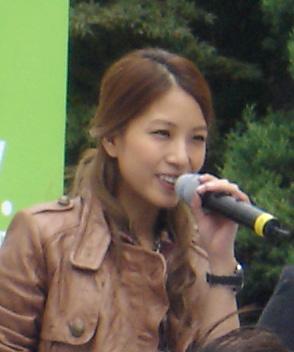
BoA en el evento DoubleUDot Sign en septiembre de 2006.

 En septiembre de 2004, BoA instigó la controversia en Japón cuando donó 50 millones de wones a un proyecto conmemorativo por la independencia de Corea al activista y nacionalista An Jung-geun.
Su cuarto álbum de estudio japonés, Outgrow, alcanzó el puesto número uno en la lista de Oricon durante su primera semana de lanzamiento, convirtiéndolo en su cuarto álbum japonés consecutivo en hacerlo. Con 220 000 copias vendidas, se convirtió en su disco menos vendido en ese momento. En el mismo mes, BoA renovó su contrato con SM Entertainment hasta 2012. En ese momento se señaló que tenía una participación accionaria en la compañía de aproximadamente un valor de un millón de dólares. Posteriormente, prestó su voz a Heather, la zarigüeya, en la versión coreana y japonesa de la película animada Over the Hedge. El 21 de septiembre de 2006, lanzó su primer sencillo digital en Corea, la versión coreana de «Key of Heart». En apoyo de Outgrow, BoA celebró una gira especial, B0A The Live, el 29 de septiembre de 2006 que duró hasta el 29 de octubre. Tres sencillos precedieron al quinto álbum de estudio japonés de BoA, Made in Twenty; «Nanairo no Ashita (Brand New Beat)/Your Color», «Key of Heart» y «Winter Love». El álbum, que contenía canciones de R&B y dance, así como baladas, encabezó las listas semanales de Oricon, lo que lo convirtió en su sexto álbum consecutivo en hacerlo —incluida una compilación—. Habiendo compuesto previamente la canción «No More Make Me Sick»" para Made in Twenty, BoA asumió el control creativo sobre su sexto álbum japonés, The Face. El álbum debutó en el primer lugar de las listas semanales de Oricon, lo que convierte a BoA en una de las dos únicas artistas en Japón en tener seis álbumes de estudio consecutivos en el primer puesto de Oricon —la otra es Ayumi Hamasaki, quien tiene ocho álbumes consecutivos número uno—. El 9 de junio de 2008, BoA y otros nueve artistas de todo el mundo grabaron una versión en inglés de «Dedication of Love» de Wei Wei. Producido por Roald Hoffmann y Brian Alan, el sencillo se utilizó para recaudar fondos para las víctimas del terremoto de Sichuan. Pero debido su ocupada agenda, BoA abandonó el proyecto. La marca de joyería coreana Ramee también lanzó «Ramee by BoA», una línea de joyería diseñada por la propia cantante.
El 2 de septiembre de 2008, se anunció que BoA haría su debut en Estados Unidos bajo una nueva subsidiaria, SM Entertainment USA. Con la esperanza de convertirse en una «artista de renombre mundial» en la línea de Janet Jackson, el sencillo estadounidense debut de BoA, «Eat You Up», fue producido por Thomas Troelsen y lanzado el 21 de octubre de 2008. Se ubicó en el noveno puesto de Hot Dance Club Play de Billboard. Para promocionar el sencillo, BoA interpretó «Eat You Up» y otras canciones en el concierto Tokyo Live de YouTube y actuó en la ciudad de Nueva York el 3 de diciembre de 2008, así como el Jingle Ball en el Anaheim Honda Center el 6 de diciembre. El álbum en inglés homónimo de BoA fue lanzado en los Estados Unidos el 17 de marzo y contó con canciones de los productores Bloodshy y Avant, así como un dueto con Sean Garrett. Su segundo álbum recopilatorio japonés, Best & USA, fue lanzado el 18 de marzo uniendo una recopilación de éxitos recientes en Japón con su debut en inglés. Aunque afirmó que «siempre ha sido mi sueño debutar en Estados Unidos», le resultó más difícil aprender inglés que japonés y, a pesar de vivir en West Beverly Hills.

### 2009-2015: Retorno a Asia y 15° aniversario
El 28 de junio de 2009, BoA luego apareció en el Festival del Orgullo de San Francisco, junto a Solange Knowles y The Cliks, donde también interpretó la canción «Energetic» por primera vez en público, además de «Eat You Up» y «I Did It for Love». El 31 de agosto, SM USA lanzó BoA Deluxe, una versión de lujo de su álbum debut en inglés. El álbum contenía dos nuevas canciones y la versión radio edition de «Energetic». Con su carrera en Estados Unidos luchando por ganar terreno, BoA regresó a Asia para lanzar su séptimo álbum japonés, Identity en febrero de 2010, promocionado por los sencillos «Bump Bump!» con Verbal de M-Flo y «Mamoritai: White Wishes», lanzado en diciembre de 2009. El álbum se ubicó en el cuarto puesto, vendiendo 37 606 copias en su primera semana. Con poca promoción de su agencia, puso fin a su racha de seis álbumes número uno consecutivos, lo que sugiere que sería imposible para ella mantener su carrera en tres territorios simultáneamente. Su primer álbum coreano en cinco años, Hurricane Venus, fue lanzado el 5 de agosto de 2010, y vendió 55 776 copias, lo que lo convirtió en uno de los álbumes más vendidos en Corea del Sur en 2010. También representó a Corea del Sur y actuó en el 7º Asian Festival Song, organizado por la Fundación de Corea para el Intercambio Cultural Internacional en el Estadio Olímpico de Seúl.

BoA hizo su debut cinematográfico en Hollywood en la película Make Your Move 3D, interpretando al personaje Aya junto a Derek Hough. Aunque la filmación terminó en 2011, se lanzó en 2013. La película recibió críticas mixtas, con Inkoo Kang de Los Angeles Times elogiando la coreografía pero afirmando que «[cuando] el actor Derek Hough y BoA dejan de saltar y girar, [es] un desastre asegurado». 

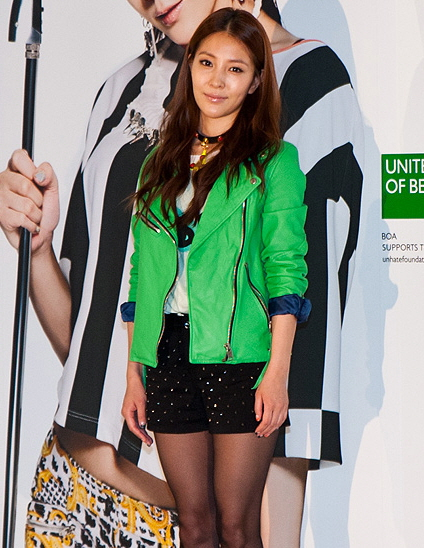
BoA en marzo de 2013.

 Para celebrar el décimo aniversario de su debut en Japón, BoA lanzó «Milestone», que ocupó el puesto número 4 en las listas de DVD musicales semanales de Oricon. También celebró su concierto por su aniversario del 10 al 11 de diciembre en el Tokyo International Forum. Después del concierto, BoA trasladó sus actividades a su país natal, uniéndose al panel de jueces del programa de audiciones de SBS K-pop Star como representante de SM Entertainment, junto a Yang Hyun-suk de YG Entertainment y Park Jin-young de JYP Entertainment. BoA recibió elogios por su habilidad como juez con sus comentarios perspicaces, y también cantó el tema principal «One Dream». Para su séptimo álbum coreano, Only One, lanzado en julio de 2012, BoA escribió y compuso el sencillo principal, mientras que sus pasos de baile son coreografiados por NappyTabs, quien previamente ha trabajado con BoA en Cobu. Tras su lanzamiento, «Only One» logró un all-kill en varias listas de música.
BoA realizó su primera gira coreana con BoA Special Live 2013: Tour Here I Am en el Olympic Hall, y lanzó la canción «Disturbance», que escribió y compuso, para conmemorar su primera gira de conciertos en Corea del Sur. En septiembre de 2013, BoA protagonizó el especial dramático de dos episodios de KBS, Expect to Date, junto a Choi Daniel e Im Si-wan, su primer papel protagónico en un drama, luego de una serie de apariciones especiales. También participó en el festival bianual de canciones de Infinite Challenge y fue emparejada con Gil de Leessang, con los dos coproduciendo la canción «GAB». En marzo de 2014, BoA fue nombrada directora creativa de facto en SM Entertainment, junto con su compañero de agencia Kangta; fue puesta a cargo del cuidado mental de aprendices que debutan a una edad temprana. Los sencillos del octavo álbum japonés de BoA, Who's Back?, lanzado en septiembre de 2014, fueron publicados en un lapso de cuatro años antes del lanzamiento del álbum. Para promocionar el álbum, se embarcó en su gira BoA Live Tour 2014 Who's Back? en septiembre, su primera gira japonesa en cuatro años. Después de que la gira concluyera, BoA protagonizó su primera película coreana, Big Match junto a Lee Jung-jae y Shin Ha-kyun, aunque un sencillo japonés «Fly» fue lanzado el 3 de diciembre de 2014.
Su octavo álbum coreano Kiss My Lips, lanzado en mayo de 2015 se convirtió en el primer disco que escribió y produjo, trabajando junto a los productores estadounidenses The Underdogs y Stereotypes. El sencillo «Who Are You» fue lanzado antes de la presentación del álbum, junto con el vídeo musical que lo acompaña, protagonizado por Sehun de EXO como el protagonista masculino. El resto del álbum se dio a conocer el 12 de mayo junto con el videoclip de «Kiss My Lips». Billboard dijo que «la cantante era una compositora prometedora a pesar de los momentos de suavidad musical». Ese julio, realizó un concierto titulado BoA Special Live 2015: Nowness para conmemorar su décimo quinto aniversario. El concierto tuvo lugar el 22 y 23 de agosto en el Sejong Center for the Performing Arts en Corea del Sur, lo que convirtió a BoA en la primera ídolo femenina en realizar un concierto en solitario en este lugar. A esto le siguió BoA Special Live 2015: Nowness en Japón que tuvo lugar el 11 de diciembre de 2015 en el Tokyo International Forum Hall-A.

### 2016-presente: Proyectos musicales y productora de televisión
El 12 de enero de 2016, BoA lanzó un sencillo en inglés «Make Me Complete», que se utilizó como tema principal para el drama especial de Fuji TV, Ooku, protagonizado por Sawajiri Erika y Watanabe Mayu. En junio, colaboró con el rapero coreano Beenzino para SM Station. El dúo lanzó el sencillo «No Matter What», que se ubicó en el primer puesto cinco listas nacionales. BoA trabajó con BeatBurger para otro sencillo de SM Station titulado «Music Is Wonderful», donde participó en la composición y escritura de la canción. De octubre a noviembre de 2016, BoA protagonizó el melodrama de JTBC, Listen to Love, regresando a la televisión después de tres años. Al año siguiente, BoA se convirtió en una de los productoras del programa Produce 101 Season 2, que se emitió del 7 de abril al 16 de junio. Más tarde, lanzó otra canción para SM Station, «Spring Rain», una canción de R&B producida por Kenzie. En mayo, se embarcó en su gira BoA The live in Billboard Live Tour, realizado en Tokio y Osaka. También lanzó el sencillo «Camo». En julio, lanzó el sencillo japonés «Right Here, Right Everywhere» para la banda sonora del drama Yaneura no Koibito. Más tarde protagonizó la película Autumn Sonata junto a Lee Hak-joo, interpretando a una paciente terminal.
En 2018, BoA regresó a Japón y lanzó su noveno álbum japonés Watashi Konomama de Iinokana el 14 de febrero de 2018, seguido de EP Unchained en marzo. Para acompañar el lanzamiento del EP, se embarcó en el BoA The Live 2018: Unchained Tour del 15 de marzo al 4 de abril. Las personas que asistieron a los conciertos recibieron una copia de Unchained. El 31 de enero, lanzó «Nega Dola», sencillo del miniálbum One Shot, Two Shot, que se lanzó un mes después. El 24 de octubre, lanzó su noveno álbum coreano Woman junto con un sencillo principal del mismo nombre. El 4 de junio de 2019, lanzó el sencillo «Feedback», en colaboración con el rapero Nucksal. BoA se embarcó en su gira #Mood Tour, que tuvo seis presentaciones en Japón y dos en Seúl, de septiembre a octubre de 2019. El 11 de diciembre de 2019, lanzó su segundo EP, Starry Night. En mayo de 2020, BoA apareció como una de las entrenadoras de la tercera temporada de The Voice of Korea, junto a Dynamic Duo, Sung Si-kyung y Kim Jong-kook. El 1 de diciembre de 2020, lanzó su décimo álbum coreano Better.
SpoTV News anunció que BoA se uniría como jueza del programa de Mnet Dance, Street Woman Fighter. Es una competencia de equipos de baile femeninos que se estrenó en agosto de 2021. El 5 de noviembre, BoA lanzó el sencillo japonés, «My Dear», para conmemorar su vigésimo aniversario. El 27 de diciembre, se reveló que BoA formaría parte del supergrupo Got the Beat, que debutó el 3 de enero de 2022. El 30 de mayo, para celebrar su vigésimo aniversario, BoA lanzó un álbum recopilatorio titulado The Greatest. El 18 de julio, lanzó la versión china de su canción «Better», en colaboración con la cantante china Xin.
En ese mismo año, el 22 de noviembre lanzó su tercer EP, titulado Forgive me.

## Vida personal
En enero de 2017, se reveló que BoA había estado saliendo con el actor Joo Won desde mediados de 2016. Sin embargo, en noviembre de 2017, se anunció que la pareja se había separado.

## Imagen y arte

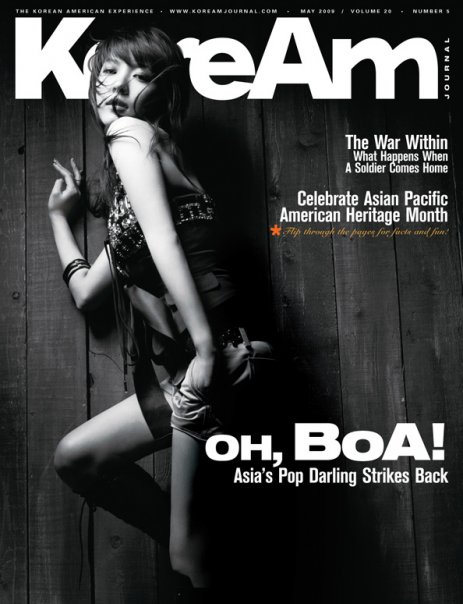
BoA en la portada de KoreAm, mayo de 2009

Aunque BoA considera al hip hop como su principal influencia musical, también disfruta del R&B. Sus músicos favoritos son Whitney Houston, Michael Jackson, Justin Timberlake y Ne-Yo; como resultado, gran parte de la música de BoA es dance-pop o R&B. Debido a que también canta baladas, a menudo se la compara con las cantantes japonesas Namie Amuro y Ayumi Hamasaki. Su álbum debut, ID; Peace B, contenía pop urbano, baladas «hábilmente producidas» y «melodías de dance optimistas». A medida que avanzaba su carrera, comenzó a experimentar con diferentes estilos: Valenti contenía principalmente baladas; Love and Honesty fue un experimento con música rock y R&B. The Face fue influenciado por el electropop e incluyó canciones de «happy spring» —«Sweet Impact» y «Bad Drive»—, una canción de «groovy dance» impulsada por una guitarra —«Lose Your Mind»— y baladas. Debido a que la composición y escritura de las canciones de BoA es manejada principalmente por su personal, BoA ha sido criticada por ser una «estrella del pop fabricada». En respuesta a tales críticas, BoA dijo que «si una persona fuera a forzar su propia voluntad en algo, entonces las cosas que deberían haber salido bien podrían salir mal fácilmente» y que ella «no está tan descontenta con la expresión de que [ella es] una estrella fabricada. En cierto modo, eso es cierto. Debido a que SM Entertainment creó el entorno y todas las condiciones circundantes, [ella] puede tener éxito en la forma en que [lo es] ahora». Más tarde asumió el control creativo con The Face, mientras que Kiss My Lips se convirtió en su primer álbum que produjo y escribió.
BoA ha colaborado con artistas de alto perfil. Entre los artistas japoneses con los que ha actuado se encuentran el grupo de hip hop M-Flo, la cantante de pop Kumi Koda y el DJ de house Mondo Grosso. Ha actuado con artistas occidentales como con la banda irlandesa Westlife y con Howie D de la banda estadounidense Backstreet Boys. También trabajó con Akon. Otros artistas con los que ha colaborado son Soul'd Out, Dabo, Verbal de M-Flo, Rah-D, Seamo, TVXQ, Yutaka Furakawa de la banda Doping Panda y Crystal Kay. La banda de rock estadounidense Weezer hizo un cover de «Meri Kuri» en la versión japonesa de su álbum Weezer.

### Anuncios
Debido a su gran atractivo, BoA ha aparecido en anuncios de muchas marcas. Entre las marcas que ha promocionado se encuentran Olympus, Lotte, Nike, L'Oréal, la empresa de cosméticos japonesa KOSÉ, Skechers, Audio-Technica, GM Daewoo y L'Occitane. Varias de sus canciones se han utilizado como bandas sonoras de anime: «Every Heart: Minna no Kimochi» se utilizó como tema de cierre de Inuyasha; «Beside You: Boku o Yobu Koe» se utilizó como tema de apertura de Monkey Typhoon;; «Your Color» fue el tema principal del videojuego Ninety-Nine Nights; «Mamoritai: White Wishes» se utilizó en el videojuego Tales of Graces; «Tail of Hope» se usó como tema del drama japonés Hakui no Namida, y «Masayume Chasing» se usó como tema de la decimoquinta apertura del anime Fairy Tail.
En 2007, Anycall —una marca de Samsung— firmó con BoA, Xiah Junsu de TVXQ, Tablo de Epik High y el pianista de jazz Jin Bora en Anyband, una banda creada específicamente para promocionae Anycall. La banda lanzó solo un sencillo, «AnyBand».

## Impacto
BoA es considerada como una de las artistas más importantes de este siglo en el este de Asia; su popularidad en este último se atribuye a sus habilidades lingüísticas —habla y canta en japonés, coreano e inglés— y el interés de los japoneses en la cultura pop coreana comenzó a principios de la década de 2000 cuando los dos países comenzaron a promover los intercambios culturales. La popularidad de BoA se extiende por todo el este de Asia; tiene fanáticos en China, Hong Kong, Singapur y Taiwán. Ella había expresado planes para ingresar a un mercado global; en junio de 2006, el vídeo musical de su canción coreana «My Name» se convirtió en el primer videoclip mostrado en MTV K, un canal de música de MTV dirigido a los coreanos estadounidenses.
Aunque sus lanzamientos anteriores estuvieron marcados por un estilo «lindo» y «juvenil», BoA comenzó a presentar una imagen más «madura» a partir del álbum My Name. En una entrevista de Talk Asia, Anjali Rao señaló que algunos sintieron que My Name marcó el comienzo del declive de la popularidad de BoA y preguntaron si el público siempre vería a la cantante como «Little Baby BoA»; BoA respondió: «Así que mientras me disculpo con las personas que todavía quieren a la bebé BoA, de hecho, ¿qué puedo hacer? ¡Sigo creciendo! No puedo evitar que eso suceda».

## Discografía
| - 2000: ID; Peace B - 2002: No. 1 - 2003: Atlantis Princess - 2004: My Name - 2005: Girls on Top - 2010: Hurricane Venus - 2012: Only One - 2015: Kiss My Lips - 2018: Woman - 2020: Better - 2025: Crazier | - 2002: Listen to My Heart - 2003: Valenti - 2004: Love & Honesty - 2006: Outgrow - 2007: Made in Twenty (20) - 2008: The Face - 2010: Identity - 2014: Who's Back? - 2018: Watashi Kono Mama de Ii no Kana | - 2009: BoA |

## Filmografía

### Películas
| Año  | Título            | Papel                | Notas                                         |
| ---- | ----------------- | -------------------- | --------------------------------------------- |
| 2006 | Vecinos invasores | Heather la Zarigüeya | Doblaje en coreano y japonés                  |
| 2012 | I AM.             | Ella misma           | Documental                                    |
| 2014 | Make Your Move 3D | Aya                  | Película de Hollywood                         |
| 2014 | Venus Talk        | Song Beom Sik        | Aparición corta                               |
| 2014 | Big Match         | Soo Kyung            | Película coreana                              |
| 2015 | SMTown: The Stage | Ella misma           | Documental                                    |
| 2017 | Autumn Sonata     | Soo Ryun             | Película coreana                              |
| 2020 | 202020 BoA        | Ella misma           | Documental de sí misma por su 20° aniversario |

### Dramas
| Año  | Título                 | Cadena | Papel         | Notas                            | Ref.            |
| ---- | ---------------------- | ------ | ------------- | -------------------------------- | --------------- |
| 2010 | Athena: Goddess of War | SBS    | Ella misma    | Aparición corta, ep 7-8          |                 |
| 2013 | Waiting for Love       | KBS    | Joo Yeon-ae   | Drama especial (papel principal) |                 |
| 2017 | Listen to Love         | JTBC   | Kwon Bo-young | Papel principal                  |                 |
| 2024 | Cásate con mi esposo   | tvN    | Oh Yoo-ra     | Papel secundario                 | [ 119 ] [ 120 ] |

### Programas de televisión
| Año       | Título                               | Cadena      | Notas                                                 |
| --------- | ------------------------------------ | ----------- | ----------------------------------------------------- |
| 2011-2012 | K-pop Star Season 1                  | SBS         | Jueza representando a SM Entertainment                |
| 2012      | Jung Jae-hyung & Lee Hyori's You and | SBS         | Estrella invitada, ep. 22                             |
| 2012      | Win Win                              | KBS         | Estrella invitada, ep 116–117                         |
| 2012      | Road For Hope                        | MBC         | Estrella invitada                                     |
| 2012-2013 | K-pop Star Season 2                  | SBS         | Jueza representando a SM Entertainment                |
| 2013      | Thank You                            | SBS         | Estrella invitada, ep 21-22                           |
| 2013      | Infinite Challenge                   | MBC         | Empajerada con Gil Seong-joon para Song Festival 2013 |
| 2014      | EXO 90:2014                          | MBC Every 1 | Estrella invitada, ep 9                               |
| 2014      | Star Documentary Kpop Hero Season 2  | SBS         | Ep 9                                                  |
| 2015      | Crime Scene 2                        | JTBC        | Estrella invitada, ep 10                              |
| 2015      | Three Meals a Day                    | tvN         | Invitada con Yoo Hae-jin, ep 6-7                      |
| 2015      | Please Take Care of My Refrigerator  | JTBC        | Invitada con Key de SHINee                            |
| 2015      | Hidden Singer Season 4               | JTBC        | Invitada, ep 1                                        |
| 2015      | You Hee-yeol's Sketchbook            | KBS2        | Invitada, ep 275                                      |
| 2017      | Produce 101 Season 2                 | Mnet        | MC/Mentora                                            |
| 2017      | Night Goblin                         | JTBC        | Invitada, episodios 16-17                             |
| 2018      | Keyword #BoA                         | xtvN        |                                                       |
| 2018      | Food Diary                           | tvN         | Miembro del elenco                                    |
| 2018      | Master in the House                  | SBS         |                                                       |
| 2020      | The Voice of Korea 2020              | Mnet        | Entrenadora                                           |
| 2020-21   | Nobody Talks to BoA                  | V Live      | Presentadora                                          |
| 2021      | Street Woman Fighter                 | Mnet        | Juego                                                 |

## Giras
| Giras japonesas |
| --- |
| - 2003: First Live Tour 2003 - Valenti - 2004: Live Tour 2004 - Love & Honesty - 2005: Arena Tour 2005 - Best of Soul - 2006: The Live «Ura BoA... Kikase Kei (The Other Side of BoA... Listen)» - 2007: Arena Tour 2007 - Made in Twenty (20) - 2007: The Live 2007 «X'mas» - 2008: Live Tour 2008 - The Face - 2009: The Live 2009 «X'mas» - 2010: Live Tour 2010 - Identity - 2010: The Live 2010 «X'mas» - 2011: The Live 2011 «X'mas» - The 10th Anniversary Edition - 2014: Live Tour 2014 «Who's back?" - 2018: The Live 〜Unchained〜 |

| Giras coreanas                                                            |
| ------------------------------------------------------------------------- |
| - 2013: Special Live 2013 - Here I am - 2015: Special Live 2015 - Nowness |

| Participaciones en conciertos y shows especiales |
| --- |
| - 2002: SM China - 2003: SMTOWN Smile Concert 2003 - 2007: 2007 SMTOWN Summer Concert - 2008: SMTown Live '08 - 2009: BEST & USA Release Party: Thank Your For Your Support! - 2010–11: SMTown Live '10 World Tour - 2012–13: SMTown Live World Tour III - 2014-2015: SM Town Live World Tour IV - 2016: SM Town Live World Tour V - 2017: SM Town Live World Tour VI - 2022: SM Town Live 2022: SMCU Express @ KWANGYA - 2023: SM Town Live 2023: SMCU Palace at KWANGYA |